# Archidiecezja Kingston
Archidiecezja Kingston – archidiecezja rzymskokatolicka w Kanadzie. Została erygowana w 1819 jako wikariat Górnej Kanady. W 1826 podniesiona do rangi diecezji, a w 1889 archidiecezji.

## Biskupi diecezjalni
- Alexander MacDonell † (1819 − 1840)
- Rémi Gaulin † (1840 − 1857)
- Patrick Phelan  † (1857 − 1857)
- Edward John Horan † (1858 − 1874)
- John O’Brien † (1875 − 1879)
- James Vincent Cleary † (1880 − 1898)
- Charles-Hugues Gauthier † (1898 − 1910)
- Michael Joseph Spratt † (1911 − 1938)
- Richard Michael Joseph O’Brien † (1938  − 1943)
- Joseph Anthony O’Sullivan † (1944 − 1966)
- Joseph Lawrence Wilhelm † (1966 − 1982)
- Francis John Spence † (1982 − 2002)
- Anthony Giroux Meagher † (2002 − 2007)
- Brendan O’Brien (2007 − 2019)
- Michael Mulhall (od 2019)